# Habenaria humbertii
Habenaria humbertii är en orkidéart som beskrevs av Dariusz Lucjan Szlachetko och Tomasz Sebastian Olszewski. Habenaria humbertii ingår i släktet Habenaria och familjen orkidéer. Inga underarter finns listade i Catalogue of Life.